# Karrantza
Karrantza és un municipi de la província de Biscaia, País Basc, pertanyent a la comarca d'Encartaciones. Limita al nord amb la vall de Guriezo (Cantàbria), al sud amb la Valle de Mena (província de Burgos), a l'est amb Turtzioz i Valle de Villaverde (Cantàbria), i a l'oest amb Valle de Soba, Ramales de la Victoria i Rasines (Cantàbria) i Lanestosa. Està format pels pobles de:
| - Ahedo - Aldeacueva - Ambasaguas - Bernales - Biáñez - El Callejo - La Calera del Prado - La Cerca - Concha - Herboso - Lanzas Agudas - Manzaneda de Biáñez - Matienzo - Molinar | - Pando - Paúles - Presa - Ranero - Rioseco - San Cipriano - San Esteban - Sangrices - Santecilla - Sierra - Soscaño - El Suceso - Treto |

## Corporació municipal
Eleccions Municipals 2007
| Alcalde | José Luis Portillo | PNV                   |
|         | Txema Martín       | PNV                   |
|         | Natxo Muro         | PNV                   |
|         | Paco Ortiz         | PNV                   |
|         | Garbiñe Aja        | PNV                   |
|         | Virginia Elguea    | PNV                   |
|         | Rubén Edesa        | PNV                   |
|         | Raúl Palacio       | Karrantza Zabala      |
|         | Sergio González    | Karrantza Zabala      |
|         | Jonathan Martínez  | Karrantza Zabala      |
|         | Javier Ahedo       | Iniciativa Carranzana |

## Població
Carranza ha experimentat un acusat descens de població a partir de la darrera meitat del segle xx. L'evolució del cens ha estat:

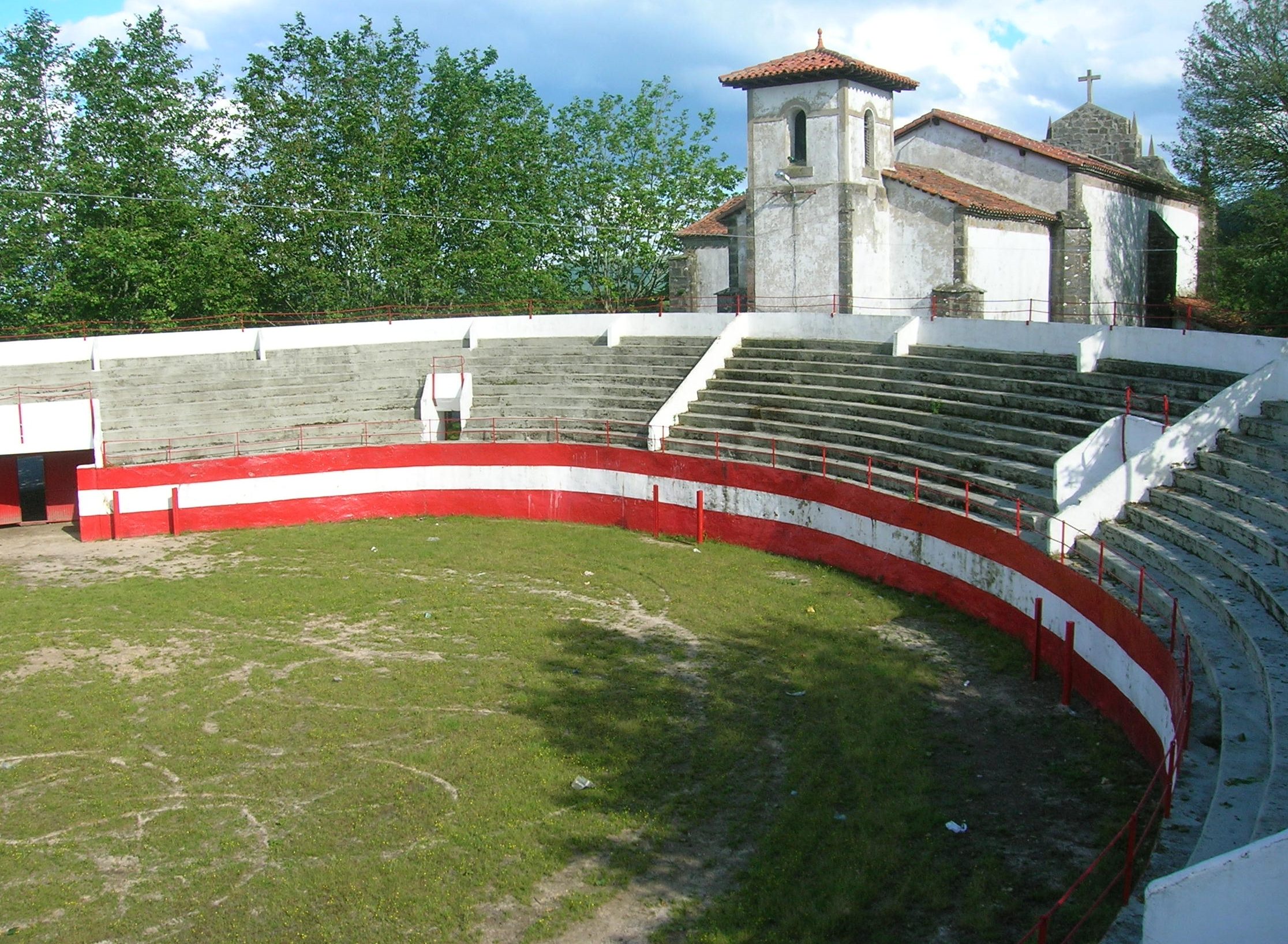
Plaça de toros i ermita d'El Suceso

- 1900 - 4.237 habitants
- 1910 - 4.463 habitants
- 1920 - 4.506 habitants
- 1930 - 4.458 habitants
- 1940 - 4.479 habitants
- 1950 - 4.687 habitants
- 1960 - 4.490 habitants
- 1970 - 3.953 habitants
- 1981 - 3.392 habitants
- 1991 - 3.149 habitants
- 2001 - 2.887 habitants
- 2004 - 2.884 habitants

## Personatges il·lustres
- El cineasta Víctor Erice.
- La pintora Teresa Ahedo.
- L'escriptor Karlos Santisteban.
- El dibuixant Gustavo Sainz.
- El dansaire Gerardo Viana.